# John George MacKay
John George MacKay (* 6. November 1893 in Albany, Prince Edward Island; † 21. Oktober 1974 in Charlottetown) war ein kanadischer Politiker. Von 1969 bis zu seinem Tod war er Vizegouverneur der Provinz Prince Edward Island.
MacKay arbeitete für verschiedene landwirtschaftliche Organisationen. Er leitete eine Milchbauernvereinigung, eine Landwirtschaftsschule und einen Schweinezüchterverband. Während des Ersten Weltkriegs diente er in der kanadischen Armee. Als Mitglied der Prince Edward Island Liberal Party wurde MacKay 1949 bei einer Nachwahl in die Legislativversammlung gewählt. Viermal in Folge gelang ihm die Wiederwahl, zuletzt 1962. Zweimal gehörte er der Provinzregierung an, 1952 als Minister ohne Geschäftsbereich unter John Walter Jones sowie von 1959 bis 1962 als Minister für Infrastruktur und Straßen unter Alexander Wallace Matheson. 1966 trat er als Abgeordneter zurück. Generalgouverneur Roland Michener vereidigte MacKay am 6. Oktober 1969 als Vizegouverneur von Prince Edward Island. Kurz vor Ende seiner fünfjährigen Amtszeit starb er.